# Müncheberg
Müncheberg (en polonais : Lubiąż) est une petite ville d'Allemagne du land de Brandebourg, située dans l'arrondissement de Märkisch-Pays de l'Oder à l'Est de Berlin.

## Géographie
La ville se trouve à mi-chemin entre Berlin et la frontière avec la Pologne le long de l'Oder. Au nord s'étendent les forêts et lacs du parc naturel Märkische Schweiz
La commune est composée de huit communautés :
- Eggersdorf (à ne pas confondre avec son homonyme Petershagen/Eggersdorf) ;
- Hermersdorf ;
- Hoppegarten (à ne pas confondre avec son homonyme Hoppegarten) ;
- Jahnsfelde ;
- Müncheberg ;
- Münchehofe (à ne pas confondre avec le village de Münchehofe situé dans la commune de Hoppegarten) ;
- Obersdorf ;
- Trebnitz.

La gare de Müncheberg se trouve le long de la ligne ferroviaire (Regionalbahn) de Berlin à Kostrzyn nad Odrą (Küstrin), une section de l'ancienne ligne de Prusse-Orientale inaugurée en 1867. La partie est de la Bundesstraße 1 et 5 passe parallèlement à la voie de chemin de fer, au croisement avec la Bundesstraße 168 reliant Eberswalde et Fürstenwalde. 

## Histoire
Au Moyen Âge, les domaines de Müncheberg appartenaient au pays de Lubusz (Lebus) s'étendant sur les deux côtés du fleuve Oder. Depuis le milieu du Xe siècle, ce territoire était sous la seigneurie des souverains de Pologne issus de la dynastie Piast. Vers 1125, le prince polonais Boleslas III Bouche-Torse a fondé l'évêché de Lebus, incorporé dans l’archidiocèse de Gniezno, également afin de confirmer ses droits à l'égard des seigneurs de la marche de l'Est saxonne régnant sur les territoires dans l'Ouest. Après son décès en 1138 et le démembrement territorial de la Pologne, le pays passa au ducs de Silésie.

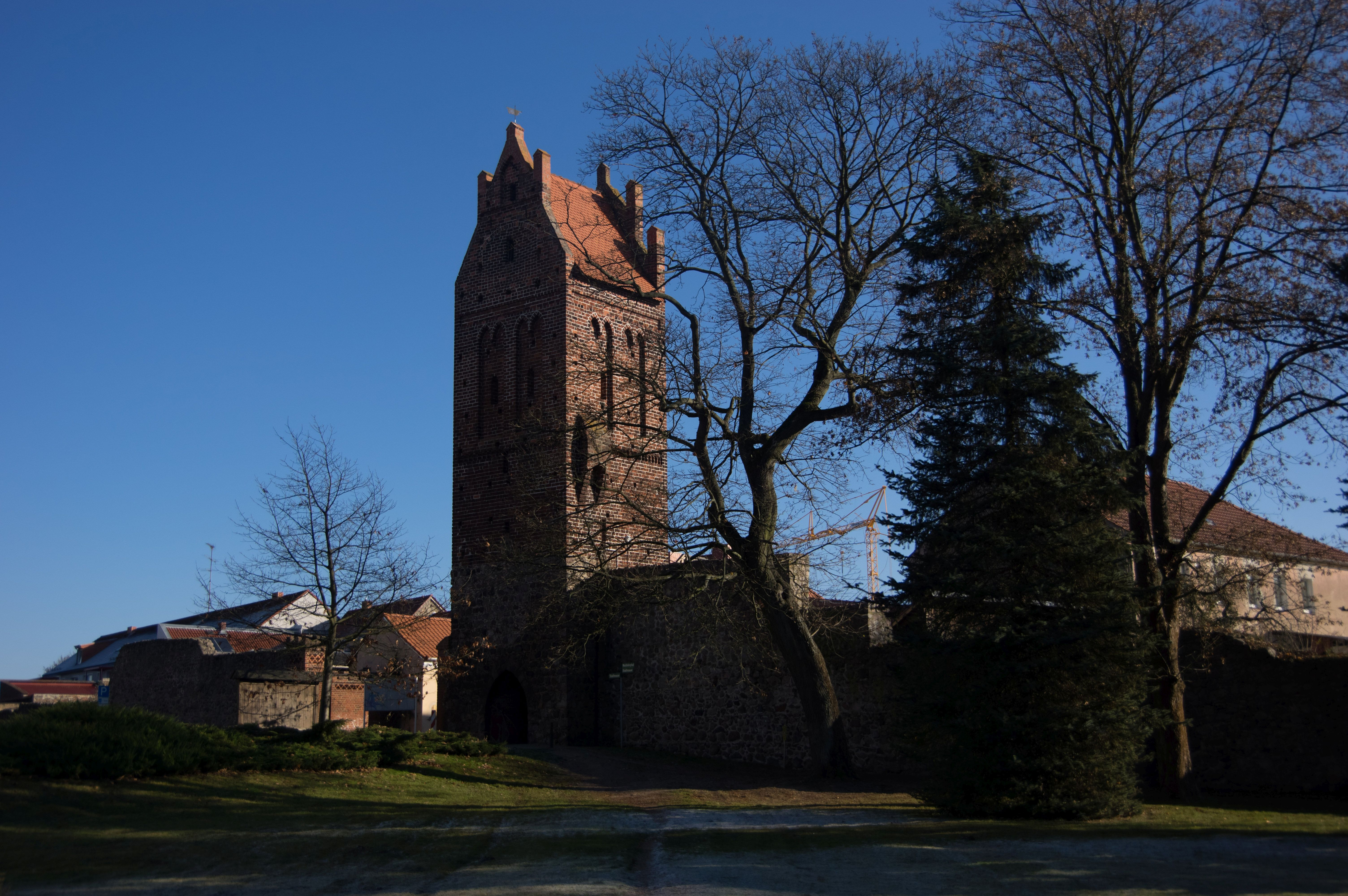
Les fortifications de la ville.

La cité est mentionnée pour la première fois dans un acte du 29 juin 1232, lorsque le duc silésien Henri Ier le Barbu remet la propriété aux moines (en allemand : Mönche) cisterciens de l'abbaye de Lubiąż et aux religieuses de l'abbaye Sainte-Edwige à Trzebnica (Trebnitz). Cette donation fut confirmée par le pape Grégoire IX l'année suivante ; les moines de Lubiąż constituaient une colonie sur un plateau au sein des marais. En 1245, Müncheberg obtint le droit de tenir marché par décret du duc Boleslas II le Chauve.
Boleslas II, toutefois, se battit contre ses frères cadets Henri III le Blanc et Conrad II ; pour obtenir de l'aide, il cède la région de Lubusz à l’archevêque de Magdebourg. Peu après, les forces des margraves Jean Ier et Othon III de Brandebourg avançaient en contrôlant le pays entier qui devint le foyer de la « Nouvelle-Marche ». Au XIVe siècle, la construction des fortifications de la ville commença, l'église paroissiale fut mentionnée pour la première fois en 1355. 
Müncheberg fut dévastée durant les croisades contre les hussites en avril 1432 et, deux siècles plus tard, par les combats de la guerre de Trente Ans. La reconstruction commença sous le règne du « Grand Électeur » Frédéric-Guillaume Ier de Brandebourg ; une colonie des réfugiés religieux français (huguenots) y existait à partir de 1699. La construction d'une nouvelle route entre Berlin et Küstrin (la Bundesstraße 1 d'aujourd'hui) a contribué à relancer l'économie locale. À partir de 1815 jusqu'en 1945, Müncheberg était incorporée dans la province prussienne de Brandebourg. 
Durant la Première Guerre mondiale, Müncheberg abrite un camp de prisonniers de guerre. Le philosophe français Jean Nabert (1881-1960) y fut détenu de 1914 à 1917. Lors de la visite des délégués du gouvernement espagnol du 11 janvier 1917, le camp compte 2 564 prisonniers, dont 1 735 Français, 782 Russes, 40 Anglais et 7 Belges. Lors de leur deuxième visite, le 19 Juin 1917, il y a 5 400 prisonniers, dont 3 550 Russes et 1 850 Français. Seuls 340 Français couchent au camp, les autres sont répartis dans les 250 détachements de travail. 
En 1928, l'Institut Kaiser-Wilhelm de recherches sur l'hybridation a été fondé à Müncheberg, aujourd'hui un établissement de la Leibniz-Gemeinschaft et de l'Institut entomologique allemand. Parmi les scientifiques se trouvaient Reinhold von Sengbusch (1898–1985), Hans Breider (1908–2000) et Heinz Brücher (1915–1991).

## Démographie
- Développement de la population dans les limites actuelles. -- Ligne bleue : population ; ligne pointillée : comparaison avec le développement de Brandebourg -- Fond gris : période du régime nazie; Fond rouge : période du régime communiste.
- Évolution récente (ligne bleue) et prévisions sur l'effectif de résidents.

| Année | Population |
| ----- | ---------- |
| 1875  | 6 792      |
| 1890  | 6 967      |
| 1910  | 6 695      |
| 1925  | 7 570      |
| 1933  | 7 832      |
| 1939  | 8 131      |
| 1946  | 7 683      |
| 1950  | 8 565      |
| 1964  | 7 933      |
| 1971  | 7 844      |

| Année | Population |
| ----- | ---------- |
| 1981  | 7 408      |
| 1985  | 7 203      |
| 1989  | 7 120      |
| 1990  | 7 006      |
| 1991  | 6 942      |
| 1992  | 6 972      |
| 1993  | 7 265      |
| 1994  | 7 545      |
| 1995  | 8 003      |
| 1996  | 8 083      |

| Année | Population |
| ----- | ---------- |
| 1997  | 8 143      |
| 1998  | 8 035      |
| 1999  | 8 069      |
| 2000  | 8 018      |
| 2001  | 7 834      |
| 2002  | 7 814      |
| 2003  | 7 499      |
| 2004  | 7 471      |
| 2005  | 7 471      |
| 2006  | 7 418      |

| Année | Population |
| ----- | ---------- |
| 2007  | 7 314      |
| 2008  | 7 246      |
| 2009  | 7 177      |
| 2010  | 7 150      |
| 2011  | 6 818      |
| 2012  | 6 686      |
| 2013  | 6 722      |
| 2014  | 6 785      |
| 2015  | 6 783      |
| 2016  | 6 820      |

| Année | Population |
| ----- | ---------- |
| 2017  | 6 827      |
| 2018  | 6 870      |
| 2019  | 6 945      |
| 2020  | 7 003      |

## Jumelage
- Hohenwestedt (Allemagne)
- Witnica (Pologne)

## Personnalités
- Hans von Luck (1775-1859), général prussien ;
- Ernst von Pfuel (1779-1866), général, ministre de la guerre et ministre-président de Prusse ;
- Friedrich Heinrich Ludwig von Pfuel (1781-1846), lieutenant général prussien ;
- Jutta Stöck (née en 1941), athlète ;
- Markus Meckel (né en 1952), théologien et homme politique ;
- Stephan Hilsberg (né en 1956), homme politique.